# Leichtathletik-Länderkampf der Männer 1959 Italien – BR Deutschland
| 10. Leichtathletik-Länderkampf mit bundesdeutscher Beteiligung 1959 | 10. Leichtathletik-Länderkampf mit bundesdeutscher Beteiligung 1959 |               |
| ------------------------------------------------------------------- | ------------------------------------------------------------------- | ------------- |
|                                                                     |                                                                     |               |
| Ländervergleich der Männer: Italien – BR Deutschland                |                                                                     |               |
| Austragungsort                                                      | Rom                                                                 |               |
| Wettbewerbe                                                         | 20                                                                  |               |
| Datum                                                               | 26./27. September 1959                                              |               |
| 1. FRG 2. ITA                                                       | 107,5 Punkte 100,5 Punkte                                           |               |
| Chronik                                                             |                                                                     |               |
| ← FRG-POL (M)                                                       | GER-NLD (F) →                                                       | GER-NLD (F) → |

Der zehnte Vergleich des Leichtathletik-Länderkämpfe mit bundesdeutscher Beteiligung 1959 führte die bundesdeutschen Männer nach Rom, wo sie am 26./27. September gegen Italien antraten. Im direkten Zweiervergleich hatten sich die beiden Kontrahenten zuletzt 1955 gegenübergestanden. Zwischenzeitlich hatte es jedoch zwei Begegnungen in Sechsländerkämpfen gegeben, zuletzt noch in der laufenden Saison am 18./19. Juli in Duisburg, als Italien den zweiten Platz hinter der Bundesrepublik Deutschland belegt hatte. Die Frauen trugen am selben Wochenende ebenfalls einen Länderkampf aus, am 27. September trafen sie in Aachen dabei auf die Niederlande.

## Wettbewerbe und Modus
Auf dem Programm standen die bei Länderkämpfen inzwischen fast immer üblichen zwanzig Disziplinen. Aus dem olympischen Wettbewerbskatalog fehlten nur der Marathonlauf, die beiden Gehdisziplinen und der Zehnkampf. Gewertet wurde in den Einzeldisziplinen nach dem Standardsystem, in den Staffeln mit vier zu zwei Punkten.

## Ergebnis
Die Punkteverteilung für die beiden Länder war in den verschiedenen Bereichen sehr unterschiedlich. In den Läufen waren die bundesdeutschen Leichtathleten mit sechs Siegen bei vier Doppelerfolgen gegenüber vier Siegen bei einem Doppelerfolg der Italiener vorn. Von den Staffeln ging eine an die Bundesrepublik Deutschland, die andere an Italien. Auch im Bereich Sprung lag die Bundesrepublik mit drei Siegen bei einem Doppelerfolg vor Italien mit einem Sieg ohne Doppelerfolg. Die Stoß- und Wurfwettbewerbe dagegen gingen bei einem Doppelerfolg allesamt an die italienischen Sportler. Am Ende lag die Bundesrepublik Deutschland wieder vorn und siegte knapp mit 107,5 zu 100,5 Punkten.

## Resultate

### 100 m
| Platz | Athlet         | Land | Zeit (s) |
| ----- | -------------- | ---- | -------- |
| 1     | Livio Berruti  | ITA  | 10,4     |
| 2     | Manfred Germar | FRG  | 10,5     |
| 3     | Peter Gamper   | FRG  | 10,5     |
| 4     | Patelli        | ITA  | 10,6     |

Datum: 26. September

### 200 m
| Platz | Athlet             | Land | Zeit (s) |
| ----- | ------------------ | ---- | -------- |
| 1     | Livio Berruti      | ITA  | 21,2     |
| 2     | Karl-Heinz Naujoks | FRG  | 21,9     |
| 3     | Walter Mahlendorf  | FRG  | 22,0     |
| 4     | Carlo Meneguzzi    | ITA  | 22,2     |

Datum: 27. September

### 400 m
| Platz | Athlet          | Land | Zeit (s) |
| ----- | --------------- | ---- | -------- |
| 1     | Carl Kaufmann   | FRG  | 46,9     |
| 2     | Renato Panciera | ITA  | 47,4     |
| 3     | Otto Klappert   | FRG  | 47,7     |
| 4     | Mario Fraschini | ITA  | 48,0     |

Datum: 26. September

### 800 m
| Platz | Athlet             | Land | Zeit (min) |
| ----- | ------------------ | ---- | ---------- |
| 1     | Paul Schmidt       | FRG  | 1:49,3     |
| 2     | Peter Adam         | FRG  | 1:49,4     |
| 3     | Mario Fraschini    | ITA  | 1:50,7     |
| 4     | Gianfranco Baraldi | ITA  | 1:50,9     |

Datum: 27. September

### 1500 m
| Platz | Athlet             | Land | Zeit (min) |
| ----- | ------------------ | ---- | ---------- |
| 1     | Edmund Brenner     | FRG  | 3:44,5     |
| 2     | Friedel Stracke    | FRG  | 3:45,7     |
| 3     | Gianfranco Baraldi | ITA  | 3:46,3     |
| 4     | Alfredo Rizzo      | ITA  | 3:56,2     |

Datum: 26. September

### 5000 m
| Platz | Athlet           | Land | Zeit (min) |
| ----- | ---------------- | ---- | ---------- |
| 1     | Ludwig Müller    | FRG  | 14:33,8    |
| 2     | Franco Volpi     | ITA  | 14:36,4    |
| 3     | Alfred Kleefeldt | FRG  | 14:48,0    |
| 4     | Luigi Conti      | ITA  | 14:55,2    |

Datum: 26. September

### 10.000 m
| Platz | Athlet           | Land | Zeit (min) |
| ----- | ---------------- | ---- | ---------- |
| 1     | Xaver Höger      | FRG  | 30:04,0    |
| 2     | Walter Konrad    | FRG  | 30:19,8    |
| 3     | Franco Volpi     | ITA  | 30:46,0    |
| 4     | Franco Antonelli | ITA  | 31:11,0    |

Datum: 27. September

### 110 m Hürden
| Platz | Athlet            | Land | Zeit (s) |
| ----- | ----------------- | ---- | -------- |
| 1     | Giorgio Mazza     | ITA  | 14,7     |
| 2     | Nereo Svara       | ITA  | 14,7     |
| 3     | Walter Pensberger | FRG  | 14,7     |
| 4     | Bert Steines      | FRG  | 15,2     |

Datum: 27. September

### 400 m Hürden
| Platz | Athlet           | Land | Zeit (s) |
| ----- | ---------------- | ---- | -------- |
| 1     | Moreno Martini   | ITA  | 51,4     |
| 2     | Helmut Janz      | FRG  | 51,6     |
| 3     | Salvatore Morale | ITA  | 52,0     |
| 4     | Heinz Hoss       | FRG  | 53,1     |

Datum: 26. September

### 3000 m Hindernis
| Platz | Athlet                | Land | Zeit (min) |
| ----- | --------------------- | ---- | ---------- |
| 1     | Wilhelm-Rüdiger Böhme | FRG  | 9:06,6     |
| 2     | Heinz Laufer          | FRG  | 9:08,6     |
| 3     | Onofrio Costa         | ITA  | 9:24,0     |
| 4     | Sergio Tomiato        | ITA  | 9:40,8     |

Datum: 27. September

### 4 × 100 m Staffel
| Platz | Besetzung      | Land                                                             | Zeit (s) |
| ----- | -------------- | ---------------------------------------------------------------- | -------- |
| 1     | Italien        | Salvatore Giannone Patelli Carlo Meneguzzi Livio Berruti         | 40,3     |
| 2     | BR Deutschland | Peter Gamper Karl-Heinz Naujoks Walter Mahlendorf Manfred Germar | 40,6     |

Datum: 26. September

### 4 × 400 m Staffel
| Platz | Besetzung      | Land                                                      | Zeit (min) |
| ----- | -------------- | --------------------------------------------------------- | ---------- |
| 1     | BR Deutschland | Walter Oberste Otto Klappert Manfred Kinder Carl Kaufmann | 3:10,4     |
| 2     | Italien        | Elio Catola Nerio Fossati Renato Panciera Mario Fraschini | 3:11,1     |

Datum: 27. September

### Hochsprung
| Platz | Athlet              | Land | Höhe (m) |
| ----- | ------------------- | ---- | -------- |
| 1     | Theo Püll           | FRG  | 2,00     |
| 2     | Peter Riebensahm    | FRG  | 1,94     |
| 3     | Giampiero Cordovani | ITA  | 1,90     |
| 4     | Alfredo Tauro       | ITA  | 1,90     |

Datum: 26. September

### Stabhochsprung
| Platz | Athlet             | Land | Höhe (m) |
| ----- | ------------------ | ---- | -------- |
| 1     | Klaus Lehnertz     | FRG  | 4,25     |
| 2     | Giulio Chiesa      | ITA  | 4,20     |
| 3     | Dieter Möhring     | FRG  | 3,80     |
| 3     | Angelo Baronchelli | ITA  | 3,80     |

Datum: 27. September

### Weitsprung
| Platz | Athlet              | Land | Weite (m) |
| ----- | ------------------- | ---- | --------- |
| 1     | Manfred Steinbach   | FRG  | 7,53      |
| 2     | Attilio Bravi       | ITA  | 7,43      |
| 3     | Maurizio Terenziani | ITA  | 7,27      |
| 4     | Manfred Molzberger  | FRG  | 7,21      |

Datum: 27. September

### Dreisprung
| Platz | Athlet          | Land | Weite (m) |
| ----- | --------------- | ---- | --------- |
| 1     | Enzo Cavalli    | ITA  | 16,05     |
| 2     | Jörg Wischmeyer | FRG  | 15,17     |
| 3     | Pierluigi Gatti | ITA  | 15,15     |
| 4     | Hermann Strauß  | FRG  | 14,66     |

Datum: 26. September

### Kugelstoßen
| Platz | Athlet             | Land | Weite (m) |
| ----- | ------------------ | ---- | --------- |
| 1     | Silvano Meconi     | ITA  | 17,40     |
| 2     | Hermann Lingnau    | FRG  | 16,92     |
| 3     | Karl-Heinz Wegmann | FRG  | 16,58     |
| 4     | Mario Monti        | ITA  | 16,17     |

Datum: 26. September

### Diskuswurf
| Platz | Athlet           | Land | Weite (m) |
| ----- | ---------------- | ---- | --------- |
| 1     | Adolfo Consolini | ITA  | 52,40     |
| 2     | Carmelo Rado     | ITA  | 50,28     |
| 3     | Martin Bührle    | FRG  | 49,01     |
| 4     | Anton Pflieger   | FRG  | 48,65     |

Datum: 27. September

### Hammerwurf
| Platz | Athlet           | Land | Weite (m) |
| ----- | ---------------- | ---- | --------- |
| 1     | Manlio Cristin   | ITA  | 57,87     |
| 2     | Siegfried Lorenz | FRG  | 57,62     |
| 3     | Avio Lucioli     | ITA  | 57,09     |
| 4     | Willi Glotzbach  | FRG  | 56,08     |

Datum: 26. September

### Speerwurf
| Platz | Athlet           | Land | Weite (m) |
| ----- | ---------------- | ---- | --------- |
| 1     | Carlo Lievore    | ITA  | 76,89     |
| 2     | Giovanni Lievore | ITA  | 74,28     |
| 3     | Hermann Salomon  | FRG  | 73,74     |
| 4     | Luitpold Maier   | FRG  | 70,54     |

Datum: 27. September